# Кафана Лион (Звездара)
Кафана „Лион” била је једна од култних београдских кафана. Управо по њој назван је један део београдске општине Звездара - Лион. Налазила се у приземљу четвороспратнице на углу улица Милоша Зечевића и Булевара краља Александра. Кафана је затворена крајем 90-их, али овај део града и даље носи име које је добио по њој.

## Историја
Део Београда, данас познат као Лион, у периодуду пре Другог светског рата био је ужурбани трговачки центар. Дуж главних улица низале су се ниске кућице, трафике, дућани, књижаре и занатске радње у којима се могло наћи баш све - од одличног обућара до кројачице на гласу, од пекаре са најлепшим хлебом до посластичарнице са најукуснијим колачима. Данас су ове занатске радње углавном заменили савремени маркети, али понеке од њих успеле су да одоле модернизацији града. Симбол овог дела града некада је била кафана „Лион”. Била је толико важна за свакодневни живот становника овог дела града, да је цео крај добио име баш по њој. Налазила се у приземљу четвороспратне зграде на углу улица Милоша Зечевића и Булевара краља Александра.

## Период пре Другог светског рата
Кафана „Лион” отворена је у периоду између два светска рата. Названа је по француском граду Лиону, у име братске љубави између Србије и Француске.
У то време најчешћи гости „Лиона” били су државни чиновници, официри, учитељи и писци. Ту су се играли билијар, шах или домине и организовали турнири у овим играма. Недељом и празником су се приређивале плесне вечери - игранке на које је долазила омладина. Пред почетак Другог светског рата у кафани „Лион” је Ђорђе Вајферт откупљивао старе пивске флаше, а увече се одржавала позоришна представа „гђе и г. Зотовића” (Зотовићева дружина).

## Период после Другог светског рата
После Другог светског рата кафана „Лион” била је „стандардна социјалистичка кафана” са белим столњацима на четвртастим столовима. Била је популарно место где се одлазило на недељни породични ручак, али су је радо посећивали и општински политичари. Један од специјалитета куће била је чувена лесковачка мућкалица.
Попут многих старих београдских кафана и „Лион” је постепено мењао облик. Постао је кафана-ресторан, па затим пивница и на крају је затворен, а локал у приземљу четвороспратнице на углу Булевара и Зечевићеве претворен је у продавницу.